# Orchids to You
Orchids to You é um filme norte-americano de drama romântico de 1935 dirigido por William A. Seiter e estrelado por John Boles, Jean Muir e Charles Butterworth. A dona de uma loja de flores e um advogado casado iniciam um romance após um encontro na corte.

## Elenco
- John Boles como Thomas Bentley
- Jean Muir como Camellia Rand
- Butterworth como Teddy Stuyvesant
- Ruthelma Stevens como Evelyn Bentley
- Harvey Stephens como George Draper
- Arthur Lake como Joe
- Spring Byington como Alice Draper
- Sidney Toler como Nick Corsini
- John Qualen como Smith
- Patricia Farr como Polly
- Arthur Treacher como Roger Morton